# MAN Truck & Bus
MAN Truck & Bus SE (in passato anche MAN Nutzfahrzeuge AG) è una società tedesca interamente controllata da Traton, responsabile della produzione di autobus e autocarri.
Fondata come divisione della MAN con il nome di MAN Nutzfahrzeuge AG, assunse l'attuale denominazione a partire dal 1º gennaio 2011 e fu trasformata in società europea il 13 marzo 2019.
Dal 2001 controlla il marchio Neoplan.